# 창녕낙동강교
창녕낙동강교(昌寧洛東江橋, 영어: Changnyeongnakdonggangyo(Br))는 경상남도 함안군 칠서면과 창녕군 남지읍을 잇는 중부내륙고속도로 상의 다리로, 낙동강을 횡단한다. 남지 비상활주로 상에 위치하고 있으며, 구 구마고속도로 구간에서 가장 긴 다리이다.
1976년 6월 24일 구마고속도로 내서 분기점 ~ 팔달교 구간과 함께 착공해 1977년 12월 16일 왕복 2차로 형태의 구교가 개통되었으며, 1995년 12월 27일 내서 분기점 ~ 창녕 나들목 구간과 함께 왕복 4차로로 확장되며 신교가 개통하였다. 이후 노면 및 난간 보수를 거쳐 시설물이 교체되었다.